# Erythrodiplax maculosa
Erythrodiplax maculosa ist eine Libellenart der Gattung Erythrodiplax aus der Unterfamilie Sympetrinae.

## Merkmale

### Bau der Imago
Die Lippen, der vordere Abschluss der Mundwerkzeuge, das sogenannte Labrum, der Hinterkopf, der Anteclypeus, der Thorax, das Abdomen, sowie die Beine sind schwarz. Der Postclypeus hingegen ist gelb. Die Stirn ist wie die Vertex metallisch blau-schwarz, wobei auf der Stirn zwei gelbe Flecken links neben den Facettenaugen zu finden sind.
Die Flügel sind bis auf einen kleinen Schatten auf dem Vorder- und einen großen Schatten auf dem Hinterflügel durchsichtig. Das Pterostigma ist aschgelb. dabei erreicht der Vorderflügel ungefähr 17 mm Länge und 5 mm Breite, wohingegen der Hinterflügel eine Länge von 16,5–17,5 mm und eine Breite von 5,5 mm erreicht. Das Pterostigma des Vorderflügels ist 1,8 bis 2,1 mm lang.
Das Abdomen erreicht eine Länge von 13 bis 15 mm.

### Bau der Larve
Die Larve hat einen bis auf am Prothorax unbehaarten Körper. Der Kopf ist länger als der Thorax, wobei am Unterkiefer vier Einkerbung vorhanden sind. Die molare Zahnformel ist (2-4), allerdings stets ohne molaren Damm. Das dritte Segment der Fühler ist das längste. Die paarigen Seitenplatten (Ventrolateralplatten) des elften Hinterleibssegmentes, der sogenannte Paraproct, sind von der Seite gesehen glatt.